# Majestic (album)
Majestic – ósma płyta studyjna zespołu Gamma Ray.

## Lista utworów
1. My Temple (Hansen)  – 4:57
2. Fight (Richter)  – 3:24
3. Strange World (Hansen)  – 5:03
4. Hell is Thy Home (Hansen)  – 4:46
5. Blood Religion (Hansen)  – 6:53
6. Condemned to Hell (Zimmermann)  – 4:56
7. Spiritual Dictator (Zimmermann)  – 5:38
8. Majesty (Hansen)  – 6:23
9. How Long (Hansen)  – 4:06
10. Revelation (Richter)  – 8:30
11. Hellfire (Zimmermann) – 4:37 (Japanese bonus track)

## Skład zespołu
- Kai Hansen – śpiew, gitara
- Henjo Richter – gitara, instrumenty klawiszowe
- Dirk Schlächter – gitara basowa
- Dan Zimmermann – perkusja